# 1826 у літературі

## Твори
- Фенімор Купер опублікував роман «Останній із могікан».

## Народились
- 27 січня — Салтиков-Щедрін Михайло Євграфович, російський письменник (помер у 1889).
- 23 липня — Афанасьєв Олександр Миколайович, збирач руських народні казок (помер у 1871).
- 24 листопада — Карло Коллоді (італ. Carlo Collodi), італійський письменник (помер у 1890).
- 4 грудня — Плещеєв Олексій Миколайович, російський письменник, поет, перекладач (помер у 1893).

## Померли
- 30 січня — Ростопчін Федір Васильович, граф, російський державний діяч і літератор (народився в 1763).
- 3 червня — Карамзін Микола Михайлович, російський письменник і історик (народився в 1766).